# My Makhzen and Me
My Makhzen and Me (àrab: أنا ومخزني, Anā wa-Maẖzanī) és una pel·lícula documental marroquina dirigida per Nadir Bouhmouch en 2012. El documental va ser el primer d'aquest tipus al Marroc, una crítica directa i sense precedents del Makhzen marroquí, que retrata la lluita a favor de la democràcia dels joves del Moviment 20 de Febrer i fa un ampli ús de material filmat pels activistes en els telèfons o càmeres de vídeo domèstic que mostren la violència de la policia en les manifestacions que van tenir lloc al llarg de 2011 i principis de 2012.

## Argument

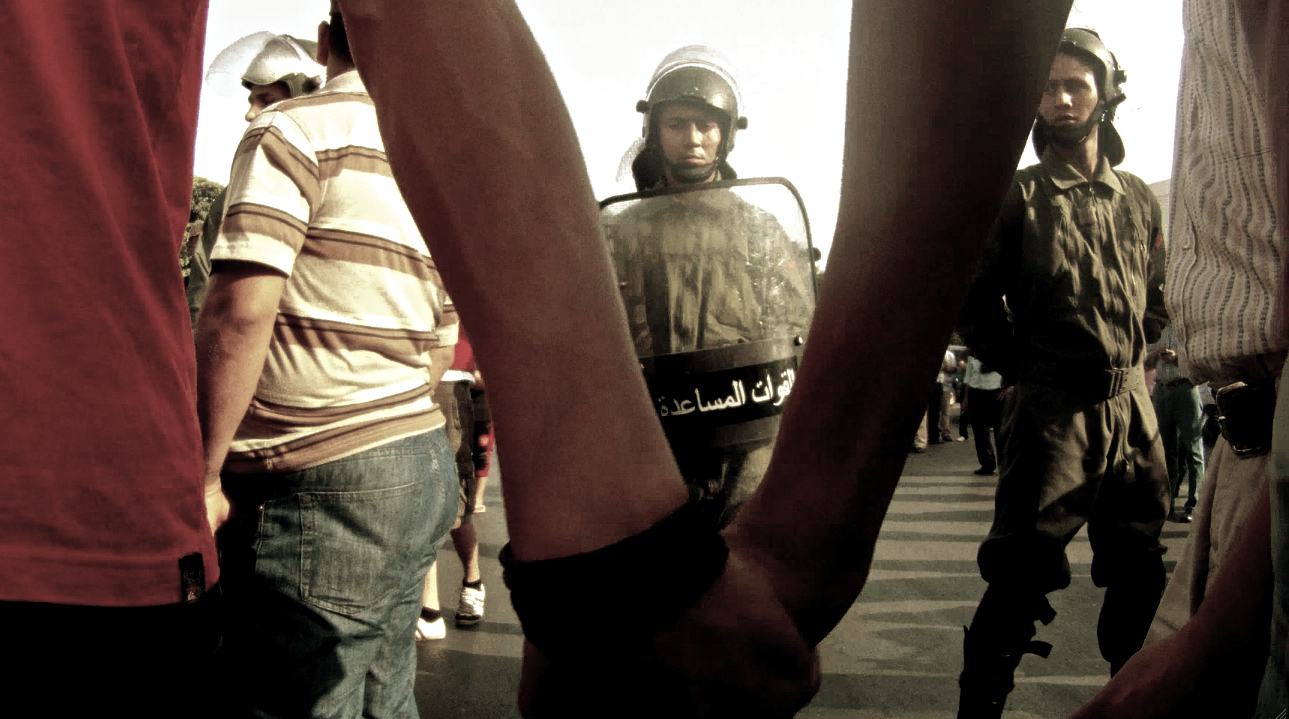
Escena de "My Makhzen and Me"

L'estiu de 2011, Nadir Bouhmouch, un estudiant marroquí a l'estranger, torna al seu país d'origen i el troba en estat d'agitació. Els aixecaments a Tunísia i Egipte s'havien estès al Marroc. Organitzada per un grup d'estudiants anomenat el moviment del 20 de febrer, la gent estava inundant els carrers i exigia un canvi. Però el Makhzen (la classe governant) es nega a fer concessions. Dividida en diverses seccions. la pel·lícula investiga el que inicialment va donar origen a la revolta i els diferents obstacles que troba en la seva lluita per la democràcia. La pel·lícula fa ús de diverses entrevistes, però en gran part se centra en dos joves activistes del 20 de febrer a la capital del Marroc, Rabat.

## Producció
El documental va ser produït clandestinament sense permisos de rodatge en el que el director Nadir Bouhmouch qualificà com a "acte de desobediència civil" contra la institució estatal de marroquí, el Centre Cinematogràfic Marroquí (CCM); i el que perceben com a lleis restrictives i censura cinematogràfica. L'equip de rodatge es va reduir a un petit grup de voluntaris que tenien poca o cap experiència en cinema. Bouhmouch va treballar en tots els aspectes de la pel·lícula, excepte la música, i com a resultat el cost de la pel·lícula de menys de 200 $ US.

## Censura
La pel·lícula va ser censurada al Marroc. Arran de l'intent de projectar-la al Festival de Cinema «Éttonants Voyageurs», a Rabat, les autoritats marroquines amenaçaren amb clausurar tot el festival. Els organitzadors del festival foren obligats a treure el documental del seu programa. Les projeccions a l'interior del Marroc han estat clandestines i han tingut lloc als locals d'organitzacions sindicals i dels drets humans.